# ゆうべつ (護衛艦・2代)
ゆうべつ（ローマ字：JS Yubetsu , FFM-8 ）は、海上自衛隊の護衛艦。もがみ型護衛艦の8番艦。艦名は北海道を流れる湧別川に由来する。この名を受け継いだ日本の艦艇としては、海上自衛隊のゆうばり型護衛艦「ゆうべつ」に続き2代目にあたる。
本記事は、本艦の艦歴について主に取り扱っているため、性能や装備等の概要についてはもがみ型護衛艦を参照されたい。

## 艦歴
中期防衛力整備計画に基づく令和3年度計画護衛艦として、三菱重工業に発注され、2022年8月30日に三菱重工マリタイムシステムズで起工、2023年11月14日に命名され進水した。Mk.41 VLSについては、取得費用を2021年度補正予算に計上されたものの、世界的な半導体不足の影響を受け後日装備とされた。しかし、一転して先に就役した7番艦「によど」に続き、就役時から装備されることとなった。なお、計画では艤装や各種試験を実施したのち、2025年3月に就役する予定であったが、コロナ禍と半導体の納入の遅れに伴い、2025年6月19日に就役し、護衛艦隊直轄第15護衛隊に編入され、大湊に配備された。
進水時点では、クルー制導入のため艤装員長は決められなかった。

### 歴代艦長
| 代 | 氏名     | 在任期間    | 出身校・期 | 前職 | 後職 | 備考 |
| -- | -------- | ----------- | ---------- | ---- | ---- | ---- |
| 1  | 河野大輔 | 2025.6.19 - |            |      |      |      |

## ギャラリー

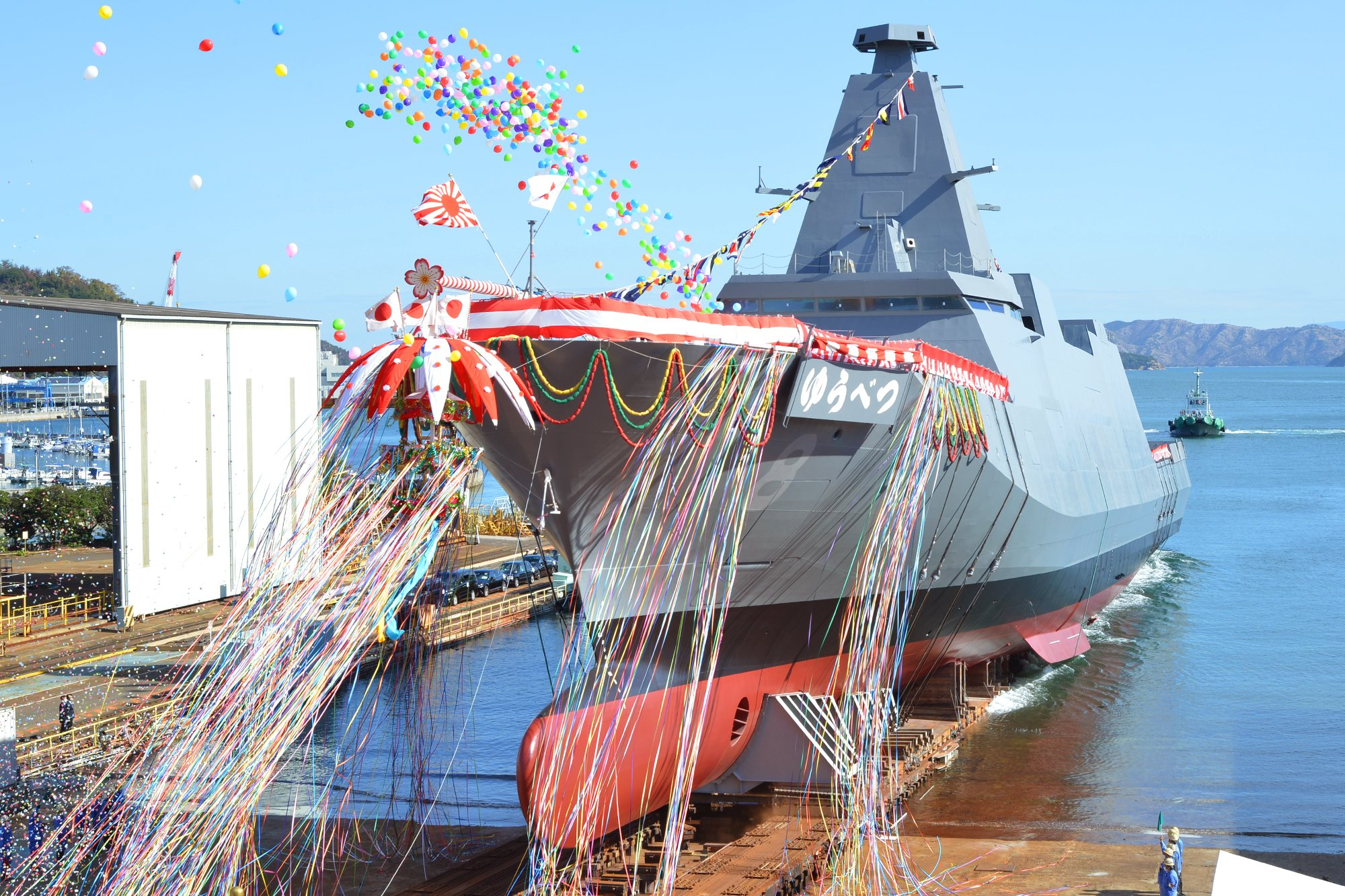
進水する「ゆうべつ」
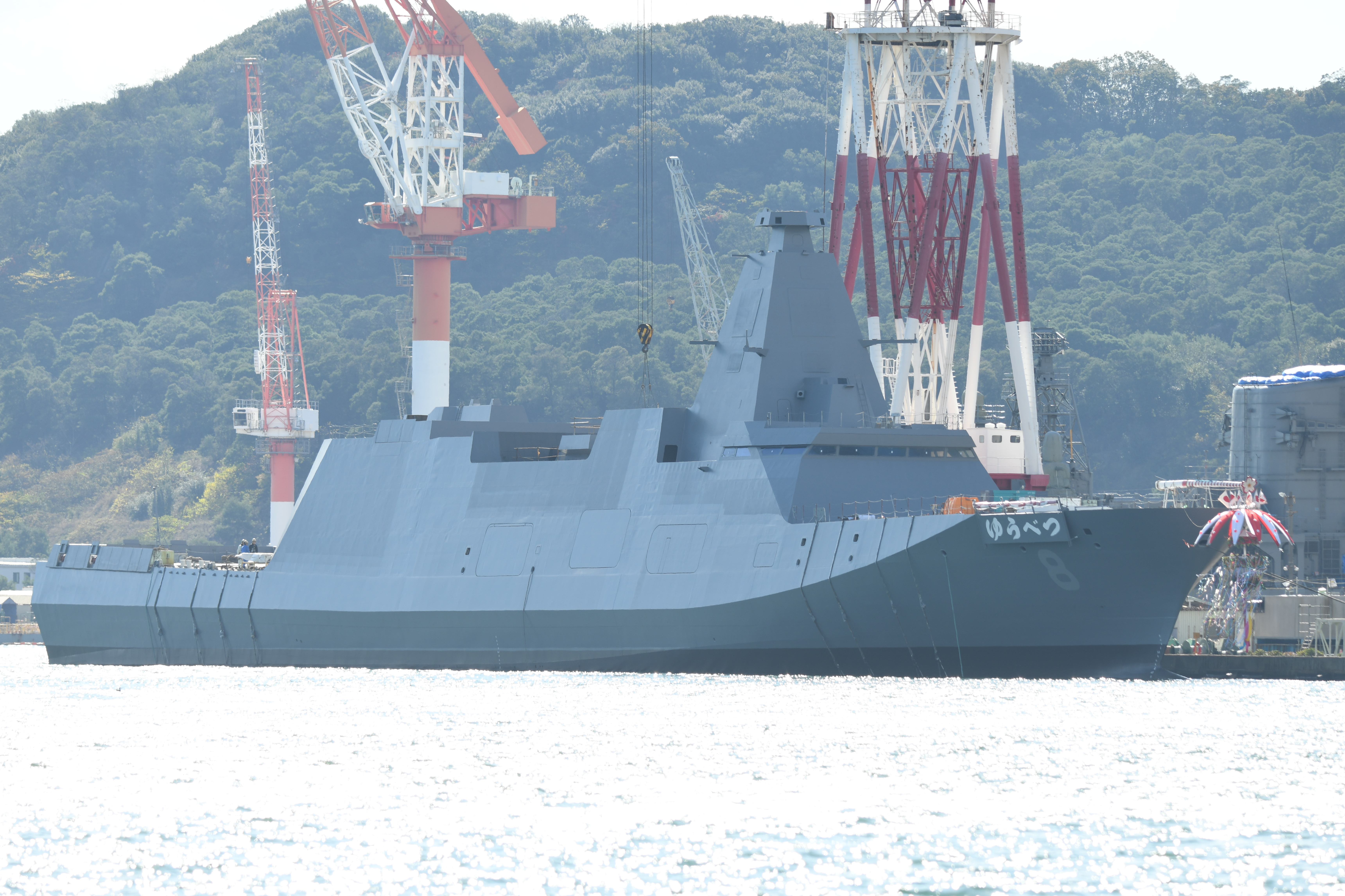
進水式後の「ゆうべつ」
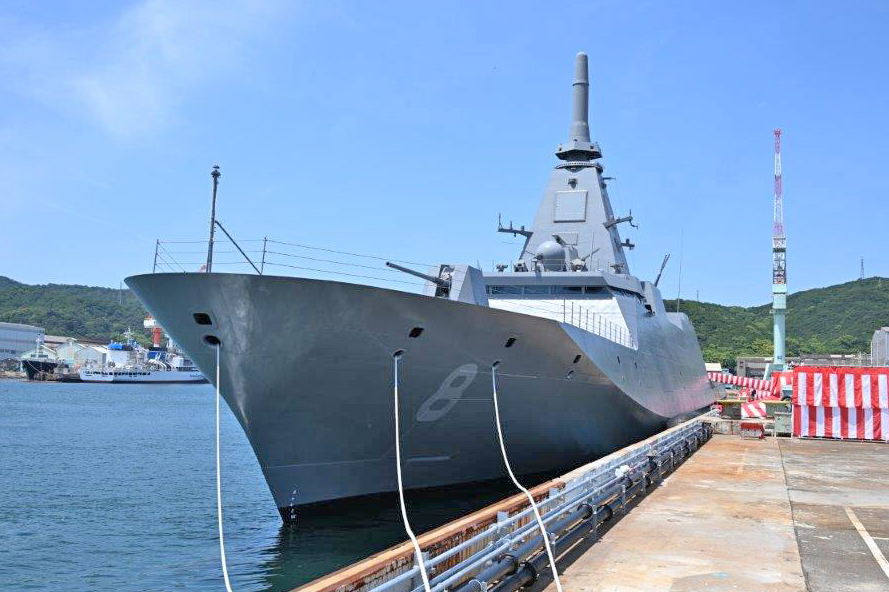
引渡式での「ゆうべつ」